# Asclepias hallii
Asclepias hallii är en oleanderväxtart som beskrevs av Asa Gray. Asclepias hallii ingår i släktet sidenörter, och familjen oleanderväxter. Inga underarter finns listade i Catalogue of Life.